# Iráni férfi jégkorong-válogatott
Az iráni férfi jégkorong-válogatott Irán nemzeti csapata, amelyet az Iráni Iszlám Köztársaság Korcsolyázó Szövetsége (angolul: Islamic Republic of Iran Skating Federation) irányít. Első mérkőzésüket 2017. február 18-án játszották a Téli Ázsiai Játékokon, ahol 7–1-es vereséget szenvedtek Makaó ellen, de kizárták az iráni csapatot, mert számos iráni játékos nem felelt meg a részvételi feltételeknek.
2022-ben csatlakoztak a nemzetközi mezőnyhöz, amikor részt vettek a divízió IV-es világbajnokságon és a legjobb helyezésüket is ekkor érték el, amikor a 46. helyen (2. hely a divízió IV csoportban) végeztek és feljutottak a divízió III/B csoportba. 2023-ban az 5., 2024-ben a 6. helyen végeztek a divízió III/B-ben és kiestek a divízió IV-be.

## Eredmények

### Világbajnokság
- 1920–2019 – Nem tagja az IIHF-nek.
- 2020 – Törölve a Covid19-pandémia miatt[3]
- 2021 – Törölve a Covid19-pandémia miatt[4]
- 2022 – 46. hely (2. a Divízió IV-ben)
- 2023 – 50. hely (5. a Divízió III/B-ben)
- 2024 – 52. hely (6. a Divízió III/B-ben)
- 2025 – 57. hely (5. a Divízió IV-ben)